# Kateřina z Boloně

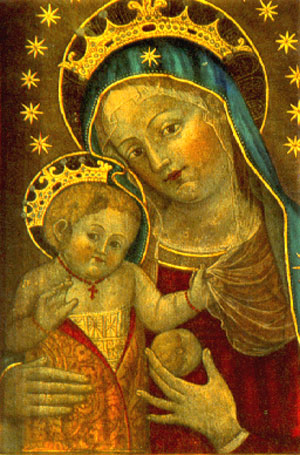
Madonna s dítětem, dílo dříve připisované Kateřině z Boloně

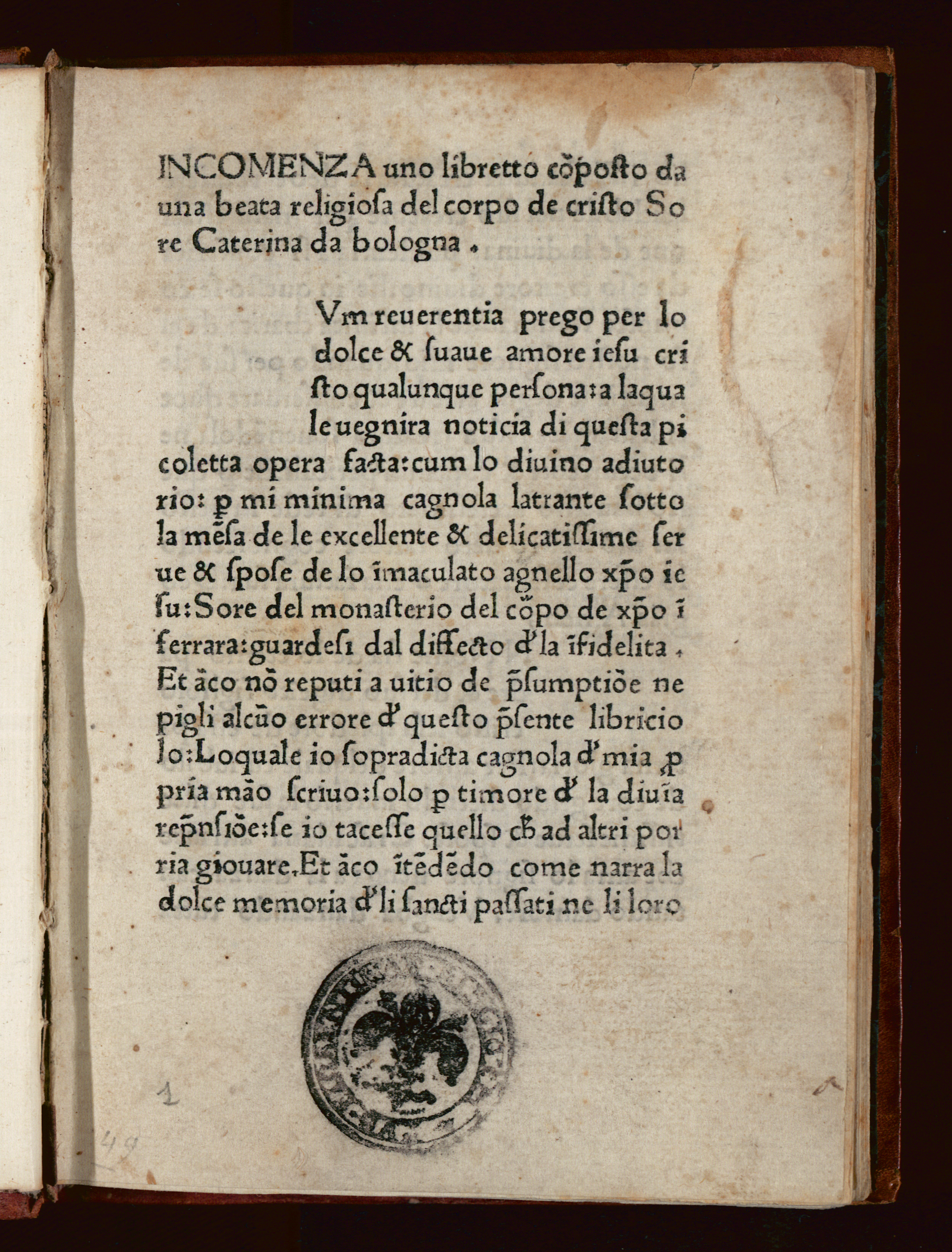
Sette armi spirituali, 1475

Svatá Kateřina z Boloně (rozená Caterina de 'Vigri, 8. září 1413, Bologna, Itálie – 9. března 1463, Bologna, Itálie) byla italská jeptiška, klariska, spisovatelka, učitelka noviců, mystička a umělkyně. Je patronka umělců a byla uctívána téměř tři století ve své rodné Boloni, než byla formálně kanonizována v roce 1712. Svátek má 9. března.

## Životopis
Kateřina pocházela ze zámožné rodiny. Byla dcerou Benvenuty Mammolini z Boloně a notáře Giovanniho Vigriho, který pracoval pro Niccolu III. d’Este, markýze z Ferrary. Kateřina byla vychována u jeho dvora jako dvorní dáma jeho manželky Parisiny d'Este (popravena 1425) a stala se celoživotní přítelkyní jeho dcery Margherity d'Este (zemřela 1478). Během této doby získala určité vzdělání ve čtení, psaní, hudbě, hře na violu a měla přístup k rukopisům dvorní knihovny rodiny d'Este.
V roce 1425 markýz Niccolo III. nechal svou ženu Parisinu d'Este popravit pro nevěru, které se dopustila se svým nevlastním synem Ugem d'Este. Kateřina poté opustila dvůr a připojila se k laické komunitě bekyň. Ženy žily způsobem života podobným řeholníkům a v této komunitě se řídily augustiniánskou řeholí. Nebyly ale jednotné v tom, zda se místo ní nemají řídit řeholí františkánskou, což se nakonec stalo. V roce 1431 byla bekináž přeměněna na klášter chudých klarisek Corpus Domini, který se z počtu 12 žen v roce 1431 rozrostl do konce 15. století na 144 ženy. Jako klariska žila Kateřina v klášteru Corpus Domini ve Ferraře po většinu svého života, od roku 1431 do roku 1456. Sloužila jako učitelka novicek. Byla vzorem zbožnosti a dělala zázraky a měla několik vizí Ježíše Krista, Panny Marie, Thomase Becketa a Sv. Josefa. Také měla prorocká vidění, jako například pád Konstantinopole v roce 1453. Napsala řadu náboženských pojednání a kázání a vytvářela kopie svého breviáře.
V roce 1455 františkáni a vládci Boloně požádali, aby se Kateřina stala abatyší nového konventu, který měl být založen v Boloni s názvem Corpus Domini. V červenci 1456 Kateřina opustila Ferraru spolu s 12 sestrami, aby novou komunitu založila a zůstala v Boloni až do smrti 9. března 1463. Byla pohřbena na hřbitově konventu, ale po osmnácti dnech se z jejího hrobu linula sladká vůně. Její hrob byl otevřen a její tělo bylo přeneseno do kaple, kde zůstává vystaveno za skle, vzpřímeně sedící ve svém řeholnickém obleku. Její životopis sepsala sestra Illuminata Bembo v roce 1469. V Boloni se náboženský kult Cateriny de Vigri rychle šířil, což vedlo v roce 1520 k jejímu blahořečení a následně, v roce 1712, byla prohlášena za svatou.

## Literární práce
Nejznámějším jejím textem je Sette armi spirituali (Sedm duchovních zbraní nezbytných pro duchovní válku). První verzi textu pravděpodobně napsala v roce 1438, poté jej přepsala a šířila mezi lety 1450 a 1456. I když pravděpodobně učila ideje obsažené v textu Le Sette Armi Spirituali, tento text předala svému zpovědníkovi až před svou smrtí s pokyny, poslat kopii klariskám ve Ferraře. Část této knihy podrobně popisuje její vize Boha i Satana. Text byl šířen v rukopisné podobě prostřednictvím sítě konventů klarisek. Sette Armi Spirituali se stala důležitou součástí kampaně za její kanonizaci. Vytištěn byl až v roce 1475, a v 16. a 17. století byl publikován více než jedenadvacetkrát, včetně vydání v latině, francouzštině, portugalštině, angličtině, španělštině a němčině. Le Sette Armi Spirituali hrál významnou roli při šíření pozdně středověké lidové mystiky a v raném novověku. Kromě toho psala krátká náboženská pojednání a dopisy a také 5 000 řádkovou latinskou báseň zvanou Rosarium Metricum, I Dodici Giardini a I Sermoni. Texty byly objeveny kolem roku 2000 a okomentovány kardinálem Giacomem Biffim: „jak se nyní ukázalo ve své překvapivé kráse. Zjišťujeme, že si zcela zasloužila svou pověst vysoce kultivované osoby. Můžeme nyní meditovat o skutečném pomníku teologie, jehož součástí po pojednání o sedmi duchovních zbraních, jsou dvě další odlišné a nezávislé části: I dodici giardini (Dvanáct zahrad), mystické dílo jejího mládí, Rosarium, latinská báseň o Ježíšově životě a I Sermoni (Kázání), opis jejích slov věnovaných jejím náboženským sestrám.“

## Umělecká práce
Svatá Kateřina z Boloně představuje vzácný fenomén jeptišky z 15. století, jejíž umělecká díla jsou zachována v jejím osobním breviáři. Meditovala, zatímco opisovala biblický text, k němuž přidala kolem 1000 modliteb. Kreslila iniciály s bustovými portréty svatých, přičemž zvláštní pozornost věnovala obrazům Svaté Kláry a Svatého Františka. Kromě několika obrazů Krista zobrazovala další svaté, včetně Thomase Becketa, Svatého Jeronýma, Svatého Pavla, Antonína Paduánského, Máří Magdalény, její Svaté Kateřiny Alexandrijské. Jako umělkyně samouk včlenila do svého stylu motivy výšivek a svatých obrázků. Některé obrazy svatých, protkané textem jsou podobné ikonografii, kterou lze nalézt v uměleckých dílech německých jeptišek (nönnenarbeiten). Breviář a jeho ilustrace jistě sloužily didaktické funkci v komunitě kláštera. Mezi další deskové obrazy a rukopisy, které jsou jí připisovány, patří Madonna and Child (Madona s dítětem, přezdívaná Madona del Pomo) v Cappella della Santa, možný portrét nebo autoportrét (?) obrazu Redeemer (Vykupitel) s jejím vlastnoručním podpisem v Sette Armi Spirituali a další Madonna and Child  v její kapli. Nedávno vědci odmítli tato umělecká díla buď na základě stylu nebo vědeckého zkoumání materiálů, a označili její pověst malířky za „ spíše legendu než fakt“.
Byla jí také přičítány a kresby Man of Sorrows nebo Resurrected Christ (Vzkříšení Krista ). Catherine de Vigri je významná jako umělkyně, která formulovala estetickou filozofii. Vysvětlila, že i když to zabralo drahocenný čas, účelem jejího náboženského umění bylo „zvýšit oddanost svou i ostatních“.